# Reptalus dagestanica
Reptalus dagestanica är en insektsart som först beskrevs av Kusnezov 1937.  Reptalus dagestanica ingår i släktet Reptalus och familjen kilstritar. Inga underarter finns listade i Catalogue of Life.